# Yasmine Ghata

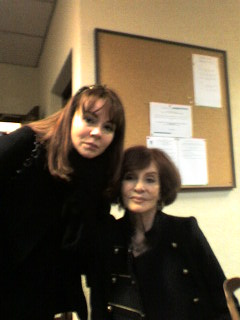
Yasmine Ghata med sin mor Venus Khoury-Ghata.

Yasmine Ghata, född 1975, är en fransk författare. Hon är dotter till den fransk-libanesiska författaren Venus Khoury-Ghata.
Yasmine Ghata debuterade 2004 med romanen La nuit de calligraphes som har översatts till ett tiotal språk och blivit flerfaldigt prisbelönad. Hennes tredje bok Flickan som slutade tala (Muettes, 2010), som är en självbiografisk roman om saknaden efter en bortgången far, utkom i svensk översättning 2012.